# Charles François d'Angennes
Charles François d’Angennes, marquis de Maintenon, né à Chartres en décembre 1648 et mort à Saint-Pierre (colonie de Martinique) en avril 1691, est un officier de marine, corsaire, administrateur colonial, négrier et riche planteur esclavagiste de Martinique. Il fait la course pendant deux ans, et fait fortune dans les plantations de Martinique en 1685, après avoir désarmé de nombreux flibustiers pour Louis XIV.
Le marquis de Maintenon est passé à la postérité pour avoir vendu à Françoise d'Aubigné, maîtresse puis seconde femme de Louis XIV, son château et sa terre, lui transmettant ainsi son nom.

## Biographie

### Famille noble
La famille d'Angennes est une noble maison de France, ainsi nommée de la terre d'Angennes en Thymerais (Perche).

Charles François d'Angennes naît le 5 décembre 1648 à Chartres. Il est le fils aîné de Marie Le Clerc du Tremblay et de Louis d’Angennes de Rochefort de Salvert, marquis de Maintenon et de Meslay, bailli et capitaine de Chartres de 1648 jusqu'à sa mort en 1657.

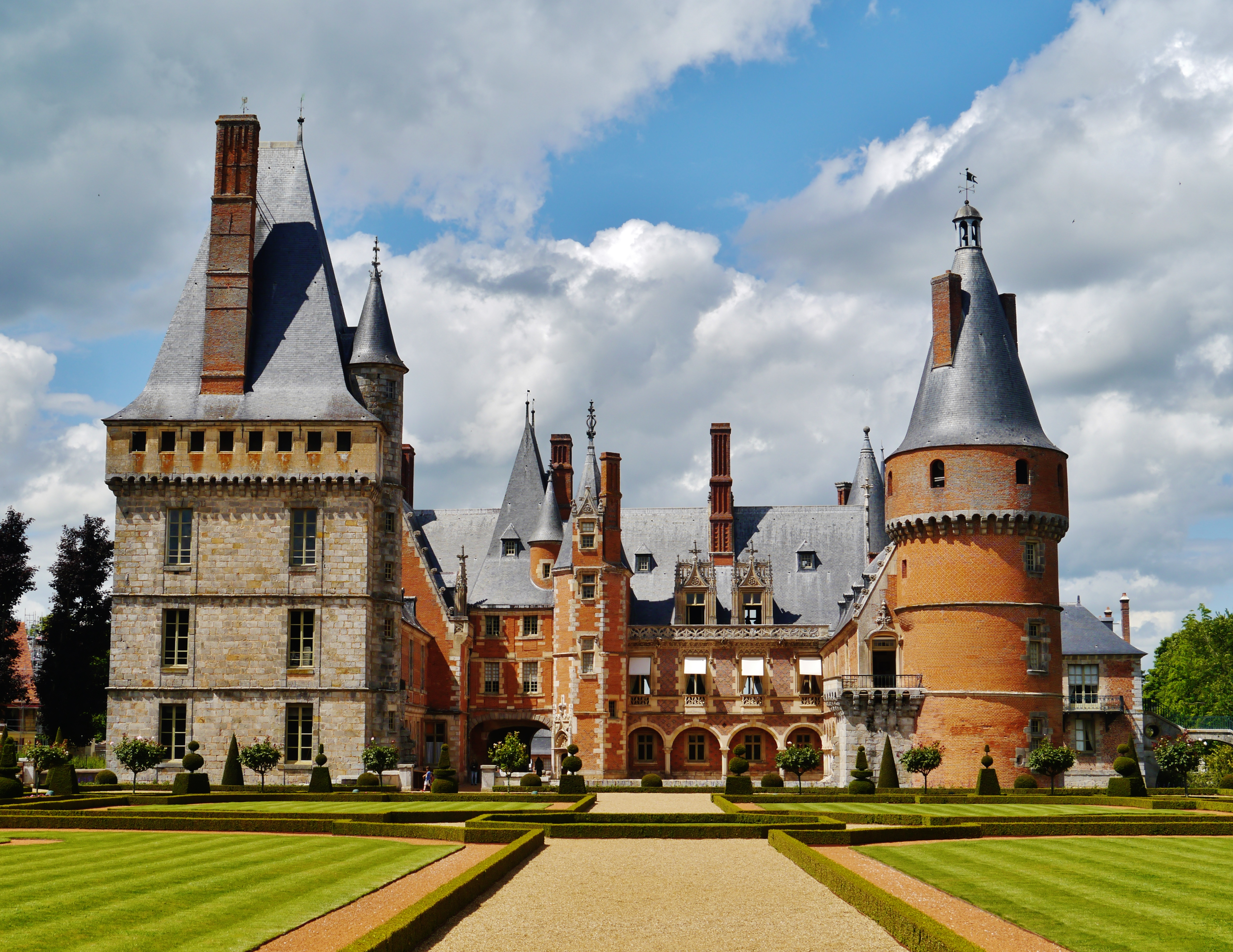
Le château de Maintenon.

À la mort de son père Charles François hérite du château de Maintenon, non loin de Chartres, et du titre de marquis de Maintenon.
En 1674, il vend pour 240 000 livres son château, et son titre, à Françoise d'Aubigné, alias Madame de Maintenon, devenue la même année maîtresse puis, en 1683, épouse du roi Louis XIV.

### Officier de marine, il sert contre les Hollandais
A 21 ans, il s'engage comme enseigne de vaisseau dans la Marine royale en 1669 à Toulon. En 1672, il fait un premier voyage aux Antilles. Avec le titre de lieutenant de vaisseau, il commande en second La Sibylle, une des frégates légères de l'escadre que le roi envoie cette année là aux îles, où elle arrive fin juin. L'année suivante Maintenon commande le vaisseau lors de l'expédition que le gouverneur des Îles françaises de l'Amérique, Jean-Charles de Baas, destine à la prise de la colonie hollandaise de Curaçao. L'expédition échoue, faute de moyens suffisants.
Il revient en France en 1673, au moment où bat son plein l'affaire des poisons, qui vise directement la première maitresse du roi, Madame de Montespan, et la plupart des proches du ministre des finances Jean-Baptiste Colbert. Après la vente de son château l'année suivante, François d'Angennes repart aux Antilles.

### À la tête d'une flotte de flibustiers entre 1676 et 1678
En octobre 1675, il quitte Nantes en tant que commandant de la Fontaine d'Or (24 canons), accompagné d'un célèbre corsaire de ce port, le capitaine Bernard Lemoigne. En 1676, il réunit une flotte de 10 navires et 800 boucaniers pour attaquer Isla Margarita, Trinidad et Cumaná, dans un raid dont le récit a cependant suscité la curiosité et le scepticisme des observateurs.
Lors de cette opération, le flibustier anglas John Coxon se sépare de la flotte du marquis, puis pille en juillet 1677 le port de Santa Marta (aujourd'hui en Colombie), et rentre avec ses associés à la colonie de Jamaïque. Là-bas, il fait sa soumission au gouverneur Vaughan, auquel il livre même l'évêque de Santa Marta que ses associés et lui ont fait prisonnier pour obtenir une rançon. En échange John Coxon reçoit une amnistie.
En juin 1682, Coxon donne sa soumission à Sir Thomas Lynch, le gouverneur de la Jamaïque, qui lui donna comme mission de chasser les pirates, tant anglais que français, qui troublaient alors le commerce maritime de la colonie.
Thomas Lynch est gouverneur de la Jamaïque depuis 1671 et sa première décision est de faire arrêter Thomas Modyford son prédécesseur, pour avoir autorisé le raid sur Panama, ainsi qu'Henry Morgan, qui a organisé l'attaque. Tous deux sont emprisonnés à Londres, mais Morgan est libéré sur décision du roi.
De son côté, le marquis de Maintenon se fait un nom chez les flibustiers par de terribles récits où il raconte avoir été victime des Indiens caraïbes (Kalinagos). C'est l'année où Henry Morgan et son beau-frère Byndloss sont interrogés devant le Conseil de la colonie de la Jamaïque par lord Vaughan pour leurs liens avec les écumeurs des mers, alors que Morgan avait été nommé lieutenant-gouverneur en 1672. Sur la colonie anglaise de Niévès, le gouverneur William Stapleton, d'une grande famille de jacobite irlandais qui investiront dans le sucre, surveille les opérations françaises.
Comme Henry Morgan en Jamaïque, le marquis de Maintenon devient ensuite riche planteur de sucre et gouverneur, avec pour mission d'évincer les petits planteurs de tabac qui trafiquaient avec les flibustiers.

### Désarmer les flibustiers
Après avoir essuyé des désertions, à partir de 1678, il travaille à nouveau pour le Roi, période pendant laquelle il pourchasse les boucaniers à bord du navire La Sorcière et les désarme.
Colbert, en fin de vie, disgracié et cherchant à protéger l'héritage de son fils, veut désarmer les flibustiers. D'Angennes lui écrit pour donner la liste des flibustiers qu'il a désarmés. En 1682, il arrête le flibustier François Grognier, alias Cachemarée.
Les désarmements de flibustiers s'amplifient jusqu'au 19 mars 1687, lorsqu'un ultimatum est fixé à ceux qui n'ont pas encore quitté la colonie de Saint-Domingue, par le gouverneur de l'île, Pierre-Paul Tarin de Cussy, avec deux possibilité : l'amnistie ou le départ. Un an après, en août 1688, le roi catholique Jacques II d'Angleterre, de la dynastie Stuart, décrète l'interdiction de la flibuste anglaise à la Jamaïque, et l'emprisonnement de ses capitaines, juste avant d'être balayé par la Glorieuse Révolution de septembre 1688.

### Administrateur colonial
De 1679 à 1686, Charles François d'Angennes est gouverneur de la colonie de Marie-Galante, où il ne séjournera pas plus de deux mois. Il abandonne ensuite le poste au profit de son beau-frère Charles Auger.
Le 16 mars 1679, Jean-Baptiste du Casse, représentant la Compagnie du Sénégal, signe avec d'Angennes un contrat pour la livraison de 1 600 esclaves noirs sur une période de quatre ans. Mais, au bout de seize mois, les officiers royaux de la Martinique se plaignent que seulement 600 à 700 seulement aient été livrés.
Parti de Dunkerque au début de 1681, où il embarque des marchandises françaises, d'Angennes passe par les Canaries pour établir de premiers contacts avec les Espagnols. Il arrive en mai à la Martinique où il embarque des esclaves qu'il vend à Porto Rico et Santo Domingo.
En 1683, le Roi met à sa disposition la frégate La Serpente avec laquelle il est question d'aller directement en Guinée chercher des esclaves.

### Le plus riche planteur de la Martinique
En 1685, 200 esclaves travaillent sur sa plantation (selon Michel Bégon), et d'Angennes détient la plus importante raffinerie de l'île, produisant 400 000 livres de sucre par an. La capacité de raffinage des unités existantes dans les îles augmente alors de 35 %. Il devient rapidement le plus riche planteur de l'île.
En 1682, il obtient aussi de Louis XIV le monopole du commerce entre le Venezuela espagnol et l'ensemble des îles de la France, pour une durée de 4 ans, avec le droit de vendre 245 tonnes de sucre par an (10 % de la production martiniquaise). Les autres planteurs ont pour leur part l'obligation de vendre leur sucre aux raffineurs de métropole.
Le 21 janvier 1684, toute construction de raffinerie sur les îles, qui en comptent huit, est sanctionnée d'une amende de 3 000 livres, afin de protéger celles qui existent et celles qui sont installés à Nantes par des jacobites comme Antoine Walsh.

## Mariage et descendance
Il épouse à Saint-Christophe le 2 mars 1678 Catherine Giraud de Poincy († Paris 17 mai 1718), fille de Pierre Giraud du Poyet de Poincy, capitaine de milices de Saint Christophe, anobli en 1667 pour s'être illustré l'année précédente lors de la reprise de Saint-Christophe aux Anglais, et d'Elisabeth Hubert. Dont :
- Catherine Françoise d'Angennes, religieuse, abbesse de l'abbaye bénédictine Saint-Laurent de Bourges (1725) ;
- Gabriel-Charles-François d'Angennes, marquis d'Angennes, seigneur de Sissonne, du Tremblay, page de la petite écurie du Roi (1701), capitaine d'infanterie d'un régiment royal de la Marine, enseigne des gendarmes de la Garde du Roi, colonel réformé d'un régiment d'infanterie de son nom (1713) † château du Tremblay sur Mauldre 9 novembre 1752). Il épouse à Paris le 20 mars 1712 Françoise de Mailly du Breui († Paris 27 janvier 1746), fille de Nicolas André de Mailly, seigneur du Breuil, receveur général des finances de Tours, et de Françoise des Chiens. Dont postérité : leur fille Françoise Hélène d'Angennes (1722-1802), sans enfant, lègue le château du Tremblay au marquis de Vérac, petit-fils de sa tante Adélaïde de Riencourt ;
- Adélaïde Catherine Louise d'Angennes (1692 - Paris, 1er juin 1740), mariée en 1716 avec Charles François de Riencourt, marquis d'Orival, brigadier des Armées du Roi, mestre de camp du régiment de la Reine-dragons, chevalier de Saint-Louis (1686 - château d'Orival, 24 mai 1771). Ils sont les grands-parents de Charles Olivier de Saint Georges de Vérac ;
- Marie Elisabeth d'Angennes, religieuse à l'Abbaye de Saint Sulpice, en Bretagne[11],[12],[13].

Son épouse lui apporte les 2/8e de l'habitation de la Montagne, à la Martinique. En 1678 et 1679, il achète les 6/8e restant de ce domaine qui s'étendait sur 700 pas de front de mer à Saint-Pierre, entre la rivière des Pères et la rivière Roxelane.
Ses héritiers vendent en 1714 une plantation sucrière qui comporte 129 carreaux de canne, pour 318 067 livres tournois, soit la valeur de six immeubles parisiens de l'époque. Les études du Père Labat montre que les prix élevés du sucre vers l'année 1700 (36 à 44 livres le quintal), génèrent une rentabilité de 15 % à 25 %, qui stimule la recherche de nouvelles terres et de nouveaux esclaves. Environ 25 ans plus tard, les prix sont revenus à 13 livres le quintal.